# USS Indianapolis (LCS-17)
L'USS Indianapolis (LCS-17) est un littoral combat ship de classe Freedom de l’United States Navy. C’est le quatrième navire de la marine à porter le nom d’Indianapolis, dans l’Indiana.

## Conception
En 2002, l’US Navy a lancé un programme visant à développer le premier d’une flotte de littoral combat ships. La Navy a d’abord commandé deux navires monocoques à Lockheed Martin, qui sont devenus connus sous le nom de navires de combat côtiers de classe Freedom d’après le premier navire de la classe, l’USS Freedom,. Les navires de combat côtiers aux numéros impairs de l’US Navy sont construits en utilisant la conception monocoque de classe Freedom, tandis que les navires aux numéros pairs sont basés sur une conception concurrente à coque trimaran, la classe Independence de General Dynamics. La commande initiale de navires de combat côtiers concernait un total de quatre navires, dont deux de la classe Freedom. L’USS Indianapolis est le dixième navire de combat côtier de classe Freedom à être construit.
L’USS Indianapolis comprend des améliorations de stabilité supplémentaires par rapport à la conception originale de la classe Freedom. Le tableau arrière a été allongé et des réservoirs de flottabilité ont été ajoutés à l’arrière pour augmenter le poids et améliorer la stabilité. Le navire sera également équipé de capteurs automatisés pour permettre une « maintenance basée sur les conditions » et réduire le surmenage de l’équipage et les problèmes de fatigue que le navire a rencontrés lors de son premier déploiement.

## Carrière
Fincantieri Marinette Marine a remporté le contrat de construction du navire le 29 décembre 2010. La construction a commencé le 18 juillet 2016 et il a été lancé le 18 avril 2018. Il est basé à la base navale de Mayport, en Floride, et affecté au Littoral Combat Ship Squadron Two.
L'USS Indianapolis a été mis en service lors d’une cérémonie à Burns Harbor, dans l’Indiana, le 26 octobre 2019,.
En mars 2020, l'USS Indianapolis est appelé à jouer le rôle de guerre des mines (MCM).